# Ван Дунмин
Ван Дунмин (кит. 王东明; род. в июле 1956, Бэньси, пров. Ляонин) — китайский политик, зампред ПК ВСНП и председатель Всекитайской федерации профсоюзов; прежде глава парткома КПК и председатель ПК СНП пров. Сычуань; член ЦК КПК с 2007 года.
Член КПК с июня 1975 года, член ЦК КПК 17—20 созывов.
Член ПК ВК НПКСК 10 созыва.

## Биография
По национальности ханец.
Окончил философский факультет Ляонинского университета (1982).
В 1997—2000 гг. завотделом пропаганды и член посткома Сычуаньского провинциального парткома.
В 2000—2007 гг. замзаворготделом ЦК КПК.
С июля 2007 года по ноябрь 2012 года директор канцелярии Центральной комиссии КПК по проведению административной реформы.
С ноября 2012 года глава парткома пров. Сычуань (Юго-Западный Китай) и с января 2013 года председатель Постоянного комитета СНП провинции.
С 2018 года председатель Всекитайской федерации профсоюзов.
В 2019 году возглавлял китайскую делегацию на 3-й Конференции спикеров парламентов шести стран в Стамбуле.